# Волфганг II (Йотинген)
Волфганг II фон Йотинген-Йотинген (на немски: Wolfgang II von Oettingen-Oettingen; * 1511; † 1 март 1573 в замък Флохберг) е граф на Йотинген-Йотинген в Швабия, Бавария и на замък Флохберг в Шлосберг в Бопфинген, Баден-Вюртемберг.
Той е вторият син Лудвиг XV фон Йотинген (1486 – 1557) и съпругата му графиня Мария Салома фон Хоенцолерн (1488 – 1548), дъщеря на граф Айтел Фридрих II фон Хоенцолерн (1452 – 1512) и Магдалена фон Бранденбург (1460 – 1496). Внук е на Волфганг I фон Йотинген († 1522).
Брат е на Лудвиг XVI (1508 – 1569), граф на Йотинген-Йотинген-Харбург, Фридрих V (1516 – 1579), граф на Йотинген-Йотинген-Валерщайн, и на Лотар (1531/1532 – 1566), граф на Йотинген.
Волфганг II фон Йотинген умира на 1 март 1573 г. във Флохберг, Баден-Вюртемберг и е погребан там.

## Фамилия
Волфганг II фон Йотинген се жени на 12 ноември 1538/17 ноември 1538 г. в Мюнхен за маркграфиня Маргарета фон Баден-Пфорцхайм-Дурлах (* 1519; † 1571/26 април 1574), дъщеря на маркграф Ернст фон Баден-Пфорцхайм-Дурлах († 1553) и (морганатичен брак) втората му съпруга Урсула фон Розенфелд († 1538). Те нямат деца.